# Луп Солунски
Луп Солунски је православни светитељ и мученик из 4. века.
У младости је био у служби војводе Димитрија Солунског. Након што је цар Максимијан убио св. Димитрија, он је наставио да помаже хришћане у Солуну. Због тога је ухапшен и мучен. 
После великих мука, убијен је 309. године.
Православна црква прославља светог Лупа 23. августа по јулијанском календару.